# Ansitz Helmstorf

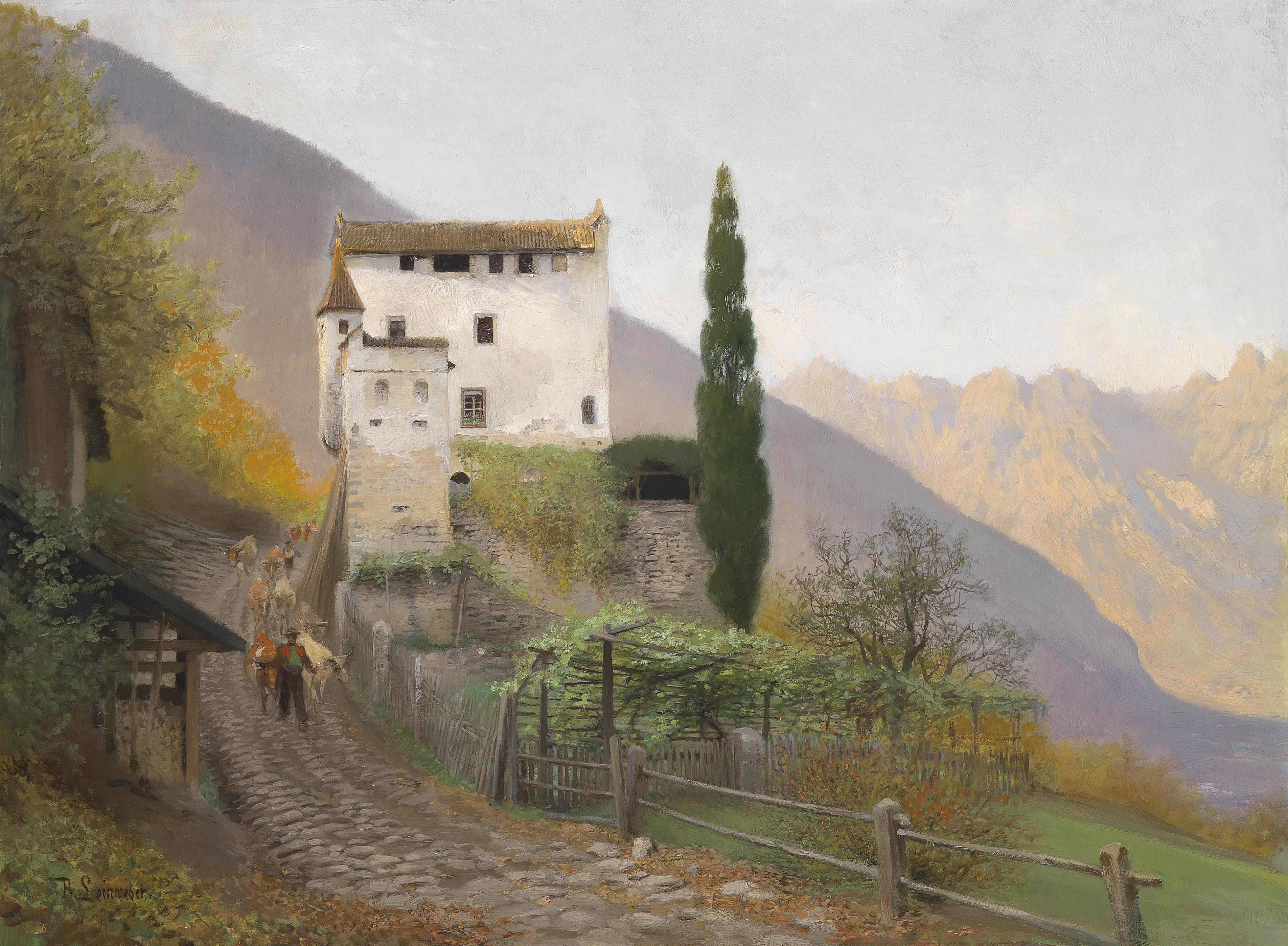
Ansitz Helmstorf von Anton Robert Leinweber

Der Ansitz Helmstorf, auch Helmsdorf, ist zusammen mit der Heilig-Kreuz-Kapelle ein geschütztes Baudenkmal in Völlan, einer Fraktion der Marktgemeinde Lana in Südtirol.

## Geschichte
Der Ansitz wurde um 1200 als mittelalterliche Wohnturm errichtet. Die ersten Besitzer des sogenannten "Turngutes" waren die Herren von Runks, eine Seitenlinie der Herren von Braunsberg. Der heutige Name des Ansitzes stammt von den Herren von Helmstorf, die im 15. Jahrhundert als Metzger und Wirte in Lana tätig waren und 1524 in den Adelsstand erhoben wurden. Im 16. Jahrhundert erwarb die Familie den Turm mit Nebengebäude und ließ die Anlage vergrößern und zu einem Edelsitz ausbauen. 1609 wurde die dazugehörige Heilig-Kreuz-Kapelle errichtet. Mit der Reformation wurde die Familie protestantisch und teilweise zur Auswanderung gezwungen. Nachdem das Geschlecht im Jahre 1649 mit Gaudenz Georg ohne Nachkommen ausstarb, gelangte der Edelsitz Helmstorf in Lana durch Anna Maria von Helmstorf, verehelichte Tändl, an die Tändl, welche sich fortan Tändl von Helmstorf schrieben. Ende des 17. Jahrhunderts wurde der Ansitz an die Herren von Sagburg vererbt. Später, möglicherweise Anfang des 19. Jahrhunderts, ging Helmstorf in bäuerlichen Besitz über. Am 3. August 1979 erfolgte die Unterschutzstellung von Seiten des Südtiroler Landesdenkmalamtes.

## Beschreibung
Der romanische Wehrturm mit Satteldach aus dem 13. Jahrhundert ist der letzte Rest der mittelalterlichen Burganlage. Das Anwesen mit eingelassener spitzbögiger Haustür und Quaderrahmung ist mit Wandmalereien und einem Wappenfries aus dem Jahre 1564 verziert. Die anliegende 1607 errichtete Heilig-Kreuz-Kapelle mit Rechteckfenster besitzt einen gemauerten Dachreiter mit Pyramidendach. Im Innenraum befindet sich ein hochrechteckiges Epitaph. Die Decke ist mit einem Kreuzgratgewölbe versehen. Der Renaissancealtar stammt von 1607.